# نسیم مندیل
نسیم مندیل (انگلیسی: Nassim Mendil؛ زادهٔ ۲۷ مارس ۱۹۷۹) بازیکن فوتبال اهل فرانسه است.
از باشگاه‌هایی که در آن بازی کرده‌است می‌توان به باشگاه فوتبال کوزنتسا کالچو، باشگاه فوتبال آسکولی، باشگاه فوتبال آولینو، باشگاه فوتبال سالرنیتانا، باشگاه فوتبال باستیا، باشگاه فوتبال کاتانیا، باشگاه فوتبال اوپن، باشگاه فوتبال اسپتزیا، باشگاه فوتبال آنکونا، و باشگاه فوتبال رجینا اشاره کرد.